# James Bolton (Fußballspieler)
James William Bolton (* 13. August 1994 in Stone) ist ein englischer Fußballspieler, der bei Fleetwood Town in der EFL League One Vertrag steht.

## Karriere
Der in Stone, Staffordshire, geborene Bolton verbrachte sieben Jahre als Jugendspieler bei Stoke City. Anschließend wechselte er im Alter von 16 Jahren zu Macclesfield Town. Vor seinem Debüt für die erste Mannschaft aus Macclesfield wurde Bolton ab August 2012 an mehrere unterklassige Vereine verliehen. Zunächst war der Abwehrspieler an den AFC Workington in die National League North ausgeliehen und bestritt insgesamt 14 Spiele, wobei er am 29. September beim 2:1-Heimsieg gegen Hinckley United ein Tor erzielte. Ab Dezember 2012 wurde Bolton weiter zu den Stafford Rangers verliehen. Anschließend wechselte er als Leihspieler im März 2013 für den Rest der Saison zum FC Halifax Town. Mitte April erzielte er innerhalb von sieben Tagen in drei Spielen jeweils ein Tor für den Verein. In der Saison 2013/14 absolvierte Bolton zehn Ligaspiele für Macclesfield, bevor er am 30. Januar 2014 für die zweite Saisonhälfte wieder an Halifax in dieselbe Liga ausgeliehen wurde. Mit Halifax erreichte er die Aufstieg-Play-offs und schied im Halbfinale gegen Cambridge United aus. Im Anschluss an die Saison wechselte Bolton im Juli 2014 Endgültig nach Halifax. In den folgenden zwei Spielzeiten war er Stammspieler bei den „Shaymens“ und gewann 2016 die FA Trophy im Finale gegen Grimsby Town, stieg aber auch aus der National League ab.
Bolton schloss sich daraufhin im Mai 2016 mit einem Dreijahresvertrag dem FC Gateshead an. Nach nur einer Spielzeit wechselte er im Juli 2017 jedoch für eine nicht genannte Ablösesumme und einem Zweijahresvertrag weiter zum Drittligisten Shrewsbury Town. Sein Debüt in der English Football League gab er am 5. August 2017 bei einem 1:0-Heimsieg über Northampton Town im New Meadow. Am 29. August wurde Bolton wegen eines Fouls an Jodi Jones vom Platz gestellt, als Shrewsbury in der EFL Trophy in Coventry City mit 3:2 gewann. Sein erstes Tor für die „Shrews“ erzielte er am 27. Januar 2018, das einzige bei einem Auswärtssieg gegen den FC Portsmouth. Shrewsbury spielte mit Bolton in der Startelf im Finale der EFL Trophy 2017/18 das gegen Lincoln City verloren wurde. In der Drittligasaison 2017/18 erreichte Bolton mit Shrewsbury als Tabellendritter das Play-off-Finale das im Wembley-Stadion gegen Rotherham United in der Verlängerung mit einer Niederlage endete. Nach einer enttäuschenden Saison 2018/19 unterschrieb Bolton im Juni 2019 einen Dreijahresvertrag in Portsmouth, nachdem er eine Vertragsverlängerung abgelehnt hatte. Sein Debüt gab er am 3. August bei seiner Rückkehr nach New Meadow, als er in der 53. Minute bei einer 0:1-Niederlage gegen Shrewsbury für Anton Walkes eingewechselt wurde. Bolton erzielte sein erstes Tor für „Pompey“ am 4. Januar 2020 und eröffnete damit einen 2:1-Sieg bei Fleetwood Town in der dritten Runde des FA Cups. Am 1. Februar erzielte er beim 2:0-Sieg über den AFC Sunderland im Fratton Park sein erstes Ligator. Im Jahr 2020 unterlag er mit Portsmouth erneut im Finale der EFL Trophy als eine Niederlage gegen Salford City im Elfmeterschießen gab.
Am 24. Juni 2021 unterschrieb Bolton für eine nicht genannte Ablösesumme einen Zweijahresvertrag beim Ligakonkurrenten Plymouth Argyle. Er bestritt in zwei Saisons nur 19 Spiele aufgrund einer Fußverletzung. Bolton stieg mit Argyle im zweiten Jahr der Vereinszugehörigkeit als Meister der League One 2022/23 in die zweite Liga auf und kam ins Finale der EFL Trophy. Das Endspiel endete für Bolton mit einer Niederlage als es ein 0:4 gegen die Bolton Wanderers gab.
Nachdem der Vertrag ausgelaufen war, unterschrieb Bolton im Juli 2023 beim schottischen Erstligisten FC St. Mirren aus Paisley. Ein Jahr später ging er zurück nach England, und unterschrieb bei Fleetwood Town.